# 위수령
위수령(衛戍令)은 육군 부대가 지역의 경비와 시설물의 보호 등을 위해 행하는 명령으로, 대통령령 제17945호에 근거한다. 군부대의 보호라는 목적과 달리 집회 시위의 통제에 오용되었다는 비판을 받았다. 2018년 9윌 11일, 국무회의에서 위수령 폐지령안을 심의, 의결해 68년만에 폐지되었다.

## 같이 보기
- 계엄령